# 鳥取市民体育館
鳥取市民体育館（とっとりしみんたいいくかん）は、鳥取県鳥取市にある体育館（地域総合体育館）。鳥取ガス株式会社が命名権を取得しており、新体育館開館の2023年（令和5年）から3年間、鳥取市民体育館エネトピアアリーナの呼称を用いている。

## 概要
鳥取市吉成三丁目に所在する地域総合体育館である。ミズノが鳥取県内で管理運営する体育館3施設のうちの一つとなっていた（2023年4月時点）。

## 施設
地上4階建て、敷地面積1万9689m2。浸水対策のため1階はピロティ構造で、通常時はフットサル場とスケートボード場として利用できるようになっている。
- 3階
  - メインアリーナ観覧席（476席、うち車いす用観覧スペース4席）[4]
- 2階
  - メインアリーナ
  - サブアリーナ
  - トレーニングルーム
  - 研修室
  - キッズスペース
- 1階
  - フットサル場
  - スケートボード場
  - 駐車場

## 歴史
最初の体育館（鉄骨鉄筋一部3階建、丸形屋根、競技場面積1346m2、収容人数3000人）は市制70周年記念事業の1つとして計画され、行徳の市立明徳小学校東隣に建設された。しかし駐車場が狭く老朽化も進んでいたことから、市は関係者の要望を取り入れて吉成の市立南中学校跡地に建設することになり、1973年（昭和48年）12月に旧市民体育館が完工した。
この旧市民体育館（鉄筋コンクリート及び鉄骨造2階建、主競技場面積2186m2）は1985年（昭和60年）のわかとり国体では新体操の会場となり、また漫画「タッチ」では浅倉南が新体操の選手として出場するインターハイの会場として描かれた。しかしこの体育館も老朽化が進み、2014年度（平成26年度）の劣化度調査でD判定（全体的に顕著な劣化）となったことから2020年（令和2年）12月末で閉館した。
新体育館は2023年（令和5年）6月3日に「鳥取市民体育館エネトピアアリーナ」としてオープンした。施設の運営管理はミズノなどで構成される共同企業体のPFI鳥取市民体育館株式会社が行う（運営管理期間は2038年3月31日まで）。

### 沿革
- 1950年（昭和25年） - 米軍飛行場格納庫の特別払い下げを受け市立体育館の計画が立てられる[6][7]。
- 1952年（昭和27年）4月 - 着工直前に鳥取大火発生、市財政の逼迫から無期延期となる[6][7]。
- 1957年（昭和32年）10月 - 鳥取市立中央公民館兼体育館建設期成会を結成し、入江昶市長を会長として推進し募金活動を展開[6]。
- 1958年（昭和33年）10月1日 - 行徳に鳥取市立体育館竣工、市制実施70周年と火災復興を祝う記念式典挙行[6]。
- 1973年（昭和48年）12月 - 吉成の現在地に旧市民体育館完工[6]。
- 2020年（令和2年）12月末 - 旧市民体育館閉館。
- 2023年（令和5年）6月3日 - 新市民体育館「鳥取市民体育館エネトピアアリーナ」開館。